# Минаев, Кузьма Афанасьевич
Кузьма Афанасьевич Минаев (2 (14) ноября 1895, с. Новая Слободка — 26 января 1950, Киев) — украинский советский оперный певец (баритон). Народный артист Украинской ССР (1946).

## Биография
До 1927 года жизнь Кузьмы Минаева была связана с Москвой. В 1925 году окончил Московскую консерваторию. Ученик профессора В. М. Зарудной. В 1925—1927 году совершенствовался в оперной студии Большого театра.
Дебютировал на оперной сцене в Харькове в 1927 году. В 1927—1929 годах — солист Харьковской оперы, в 1929—1931 годах — Второй передвижной украинской оперы, в 1931—1933 годах — Азербайджанского, в 1933—1937 годах — Одесского, в 1937—1950 годах — Киевского театров оперы и балета.
На конкурсе певцов получил II премию. Как лауреат конкурса, Минаев выступил в Большом зале в октябре 1937 года. 
Исполнял ведущие партии как в классическом, так и в современном советском, особенно украинском, репертуарах. Вёл концертную деятельность.
Член ВКП (б) с 1946 года.
Похоронен на Байковом кладбище Киева.

## Избранные партии
- Остап («Тарас Бульба» Н. Лысенко),
- Мыкола «Наталка Полтавка» Н. Лысенко),
- Султан («Запорожец за Дунаем» С. Гулака-Артемовского),
- Проценко («Молодая гвардия» Ю. Мейтуса),
- Нагульнов («Поднятая целина» И. Дзержинского),
- Щорс (Щорс Б. Лятошинского),
- Листрат («В бурю» Т. Хренникова),
- Онегин («Евгений Онегин» П. И. Чайковского),
- Князь Игорь («Князь Игорь» А. П. Бородина),
- Риголетто Дж. Верди и др.